# Se ha dicho
Se ha dicho es un programa de televisión venezolano producido y transmitido por la cadena Televen, cuyo formato se basa en la resolución de conflictos, presentado por la doctora Mónica Fernández. 
Está inspirado en el programa estadounidense de Telemundo llamado Caso cerrado, el cual Televen transmitía hasta que, el 22 de diciembre de 2010, la Comisión Nacional de Telecomunicaciones de Venezuela (Conatel) ordenó su retiro de la televisión abierta de ese país sudamericano. Se ha dicho fue estrenado el 14 de febrero de 2012, y se emite actualmente a las seis de la tarde.

## Formato
En el programa los venezolanos vendrán a contar su historia que quieran resolver sus problemas personales y legales asistirán todos los días al estudio de Se ha dicho, donde la jueza ofrece ayuda legal con base al marco legal de Venezuela. 
Será esta quién tenga la última palabra en el caso al dictar un veredicto, que los litigantes deberán acatar, ya que este tiene valor legal. Al final de cada decisión, se sellará el veredicto con la alegórica frase: "Se ha dicho".
El programa es conducido por la Dra. Mónica Fernández, fundadora y exdirectora del Foro Penal Venezolano con una amplia trayectoria como defensora de los Derechos Humanos, penalista y criminalista. Ella es acompañada en cada emisión por sus compañeros los guardias Rommers Hernández, Carlos Spósito, José Rondón, Kevin Perdomo y Deymer Pacheco (denominados "PoliSeHaDicho"), para controlar cualquier irregularidad relacionada con las partes en conflicto.
Desde su estreno, Se ha dicho se ha mantenido en el mismo horario, replanteando constantemente los esfuerzos de su competidor más cercano, Venevisión, que no ha podido superar los números que presume Televen. Es considerado como el programa líder en el horario de las seis de la tarde.

## Programas similares
- Justicia para todos, programa producido por la cadena RCTV entre 1999 y 2000 y conducido por el Dr. Julio Borges, el cual fue el primer programa de su género en Venezuela y Latinoamérica y se convertiría, además, en el promotor de la figura legal de la Justicia de Paz en ese país.
- La corte del pueblo, programa producido entre 1999 y 2004 por la cadena Telemundo y conducido por el Juez Manuel Franco.
- La corte de familia, programa producido entre 1999 y 2005 por la cadena Telemundo y conducido por la jueza Cristina Pérez.
- Caso cerrado, programa producido desde 2001 por la cadena Telemundo y conducido por la Dra. Ana María Polo.
- La corte, programa producido por América TV en 2002 y conducido por Mauricio D'Alessandro.
- Tribunal oral, programa producido por Canal 13 en 2007 y conducido por Daniel Stingo Camus.
- Veredicto, programa producido por la cadena Mega entre 2007 y 2011 y conducido por la Macarena Venegas.
- La jueza, programa producido por Chilevisión entre 2007 y 2017, conducido por Carmen Gloria Arroyo.
- Veredicto final, programa producido por Venevisión Internacional desde 2007 transmitido por las cadenas TeleFutura y Univisión y el canal de suscripción Venevisión+Plus (conocido actualmente como Ve Plus), el cual es conducido por la jueza Cristina Pereyra.
- Veredicto, programa producido por la programadora NTC Televisión entre 2008 y 2017 y transmitido por Canal Capital y, posteriormente, por el Canal Uno. Sus conductores fueron Néstor Morales (2008-2012), Silvia Corzo (2013-2014) y Claudia Cano (2015-2017).
- De buena ley, programa producido entre 2009 y 2014 por la cadena Telecinco, el cual fue conducido por Sandra Barneda.
- Imputados, programa producido por América TV en 2016 y conducido por Mauricio D'Alessandro.
- Palabra final, programa producido por Ve Plus desde 2017, conducido por Candy Herrera (2017) y Gloria Pinho (desde 2018).
- Carmen Gloria a tu servicio, programa producido por Televisión Nacional de Chile desde 2018, conducido por Carmen Gloria Arroyo.